# Antoine André de Sainte-Marthe
Antoine André, chevalier de Sainte-Marthe de Lalande, est un gouverneur colonial français né en 1615 au château de Braslou (Richelieu) et mort le 15 août 1679 sur l'île de la Martinique.

## Biographie
Capitaine aide-major dans le régiment de la reine d'Angleterre en 1641, dans le régiment du prince Rupert en 1648 et dans le régiment de La Fère en 1659, puis garde du corps du roi en 1664, il est gouverneur de la Martinique de 1670 à 1679.
Père de Pierre de Sainte-Marthe de Lalande et de François de Sainte-Marthe, beau-père de Jean Léon Fournier de Carles de Pradines et de Pierre Guyon de La Roche-Guyon.